# Claudia Vargas
Claudia Lorena Vargas Díaz (n. Rancagua, Chile; 16 de febrero de 1974) es una matemática chilena, profesora asistente del Departamento de Matemática y Ciencia de la Computación en la Universidad de Santiago. Directora del Museo Laboratorio de Didáctica de la Matemática.

## Biografía

### Educación
En 1998, obtuvo su Licenciatura en Matemática de la Universidad de Valparaíso (Valparaíso, Chile), defendiendo su tesis “Caracteres de las Representaciones Irreducibles de los Grupos de Simetría de los Poliedros Regulares. Álgebra Abstracta” siendo su tutor el Dr. Daniel Jiménez Briones. En 2003, terminó su Master en Ciencias Mención Matemática de Universidad Católica del Norte (Antofagasta, Chile) con su tesis “Aproximación Matricial Estructurada Rango Deficiente. Algebra Lineal Numérica. Teoría de Matrices” siendo su tutor el profesor el Dr. Oscar Rojo Jeraldo. En 2006 obtiene su  Diploma de Estudios Superiores especializados en Didáctica de la Matemática de la Universidad Autónoma de Barcelona (Barcelona, España). En 2008, recibió su Master del Programa de Doctorado en Didáctica de la Matemática con la memoria “Resolución de Problemas y Pensamiento Crítico. APRENC-Mates y el método de Polya. Un estudio preliminar en formación inicial de profesores” siendo su tutor el Dr. Josep Maria Fortuny Aymemí y en 2008 un Diploma de Estudios Avanzados en Didáctica de las Matemáticas, Universidad Autónoma de Barcelona (Barcelona, España). En 2012, obtuvo su Doctorado en Didáctica de la Matemática de  Universidad Autónoma de Barcelona (Barcelona, España) defendiendo su tesis “Evaluación de la competencia comunicativa en la formación de profesores de matemática de secundaria”, siendo su tutor el profesor Joaquim Giménez Rodríguez.

### Carrera académica
Entre los años 1994 a 1997 fue profesora ayudante de la Universidad de Valparaíso (Valparaíso, Chile) en las asignaturas de álgebra y cálculo para estudiantes de ingeniería y Licenciatura en Matemática. Entre los años 1994 a 1998 también se desempeñó como profesora ayudante de la Universidad Católica de Valparaíso (Valparaíso, Chile) en las asignaturas de álgebra y cálculo para ingenieros. Entre los años 1999 a 2004 fue académica jornada parcial en la Universidad Católica del Norte (Antofagasta, Chile) dictando cursos de álgebra, análisis y geometría para estudiantes de ingeniería y licenciatura en matemática. En el año 2010 se desempeñó como académica de la Universidad de Talca (Talca, Chile) dictando cursos de álgebra y cálculo para carreras de Ingeniería. Entre los años 2011 a 2015 fue  académica jornada completa del Departamento de Matemática de la Universidad del Bío-Bío (Chile)  y desde el año 2015 a la fecha es académica jornada completa del Departamento de Matemática y Ciencia de la Computación de la Universidad de Santiago de Chile.
Entre los años 2018 a 2019 fue  presidenta de la Asociación Nacional de Investigadores de Postgrado (ANIP). Actualmente es parte del Comité  de Postgrado de la Red de Investigadores en Educación y es socia de la Sociedad de Matemática Chilena y de la Asociación Red de investigadoras Chilena (RedI).
Su línea de investigación es la didáctica de la matemática y sus intereses incluyen la formación de profesores (competencias comunicativas del/a profesor/a de matemática), resolución de problemas, brechas de género en la educación matemática, emociones hacia la matemática.